# Тигран Амасян
Тигран Амасян (вірм. Տիգրան Համասյան; нар. 17 липня 1987 р.) — вірменський джазовий піаніст, композитор. Виконує головним чином свої композиції, в яких відчувається вплив вірменської народної традиції, а також американського джазу і, наприклад, в альбому Red Hail, прогресивного року. Володар нагород джаз-фестивалів Парижа, Монтре, Москви.

## Життєпис
Тигран Амасян народився в Гюмрі, Вірменія. Його предки родом з Карса. З трьохрічного віку почав грати на сімейному піаніно, з 6 років ходив до музичної школи. У дитинстві мріяв стати треш-метал гітаристом. Свій перший альбом World Passion записав у віці 18 років.
Сім'я Амасяна спочатку переїхала до Єревану, а пізніше — до Каліфорнії. Виступає з концертами по всьому світу.

## Ноти
Навесні 2018-го в музичному видавництві Сави Терентьєва (Terentyev Music Publishing Company) вийшло перше офіційне нотне видання Тиграна Амасяна. Ноти були видані в цифровому вигляді. Видання включає в себе три п'єси для фортепіано: Етюд № 1, «Markos and Markos» і «White».

## Дискографія

### Альбоми
| Рік  | Альбом                                                               | Видавець                           | Позиція | Позиція |
| Рік  | Альбом                                                               | Видавець                           | Бельгія | Франція |
| ---- | -------------------------------------------------------------------- | ---------------------------------- | ------- | ------- |
| 2006 | World Passion                                                        | Nocturne                           | –       | –       |
| 2007 | New Era                                                              | Plus Далеко Від Центру Міста Music | –       | –       |
| 2009 | Aratta Rebirth: Red Hail                                             | Plus Далеко Від Центру Міста Music | –       | –       |
| 2011 | A Fable                                                              | Verve                              | –       | 70      |
| 2013 | Shadow Theater                                                       | Verve                              | 127     | 63      |
| 2015 | Mockroot                                                             | Nonesuch Records                   | –       | –       |
| 2015 | Luys i Luso                                                          | ECM Records                        | –       | 68      |
| 2017 | An Ancient Observer                                                  | Nonesuch Records                   | –       | 191     |
| 2019 | They Say Nothing Stays The Same (Original Motion Picture Soundtrack) | SEEBEDON Records                   | –       | –       |
| 2020 | The Call Within                                                      | Nonesuch Records                   | –       | –       |
| 2022 | StandArt                                                             | Nonesuch Records                   | –       | –       |

### EP
- EP No. 1 (2011) Released exclusively on vinyl and digital download
- The Poet - EP (2014)
- For Gyumri (2018)